# Jardin botanique pyrénéen de Melles

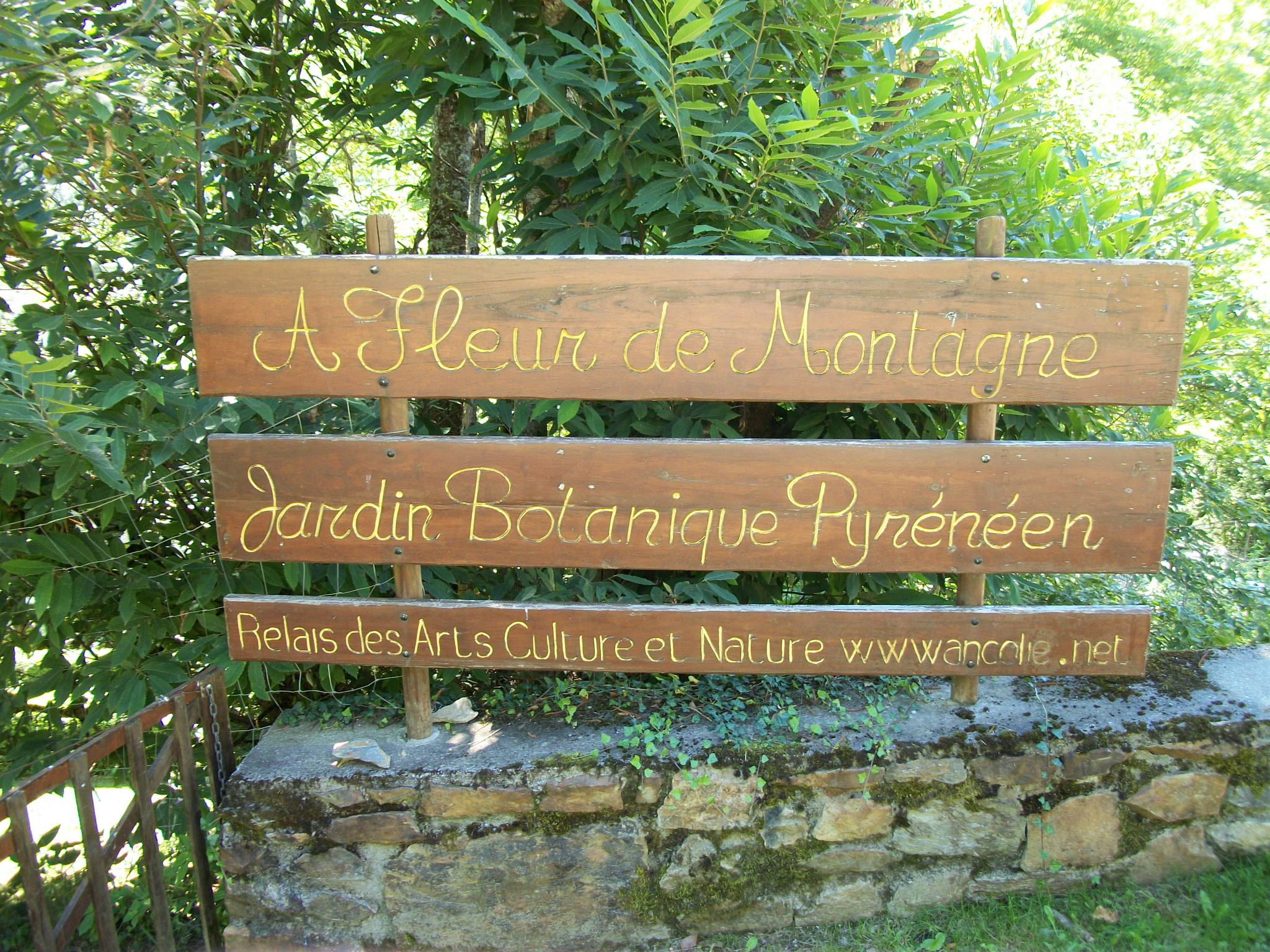
Panneau à l'entrée du Jardin Botanique Pyrénéen de Melles

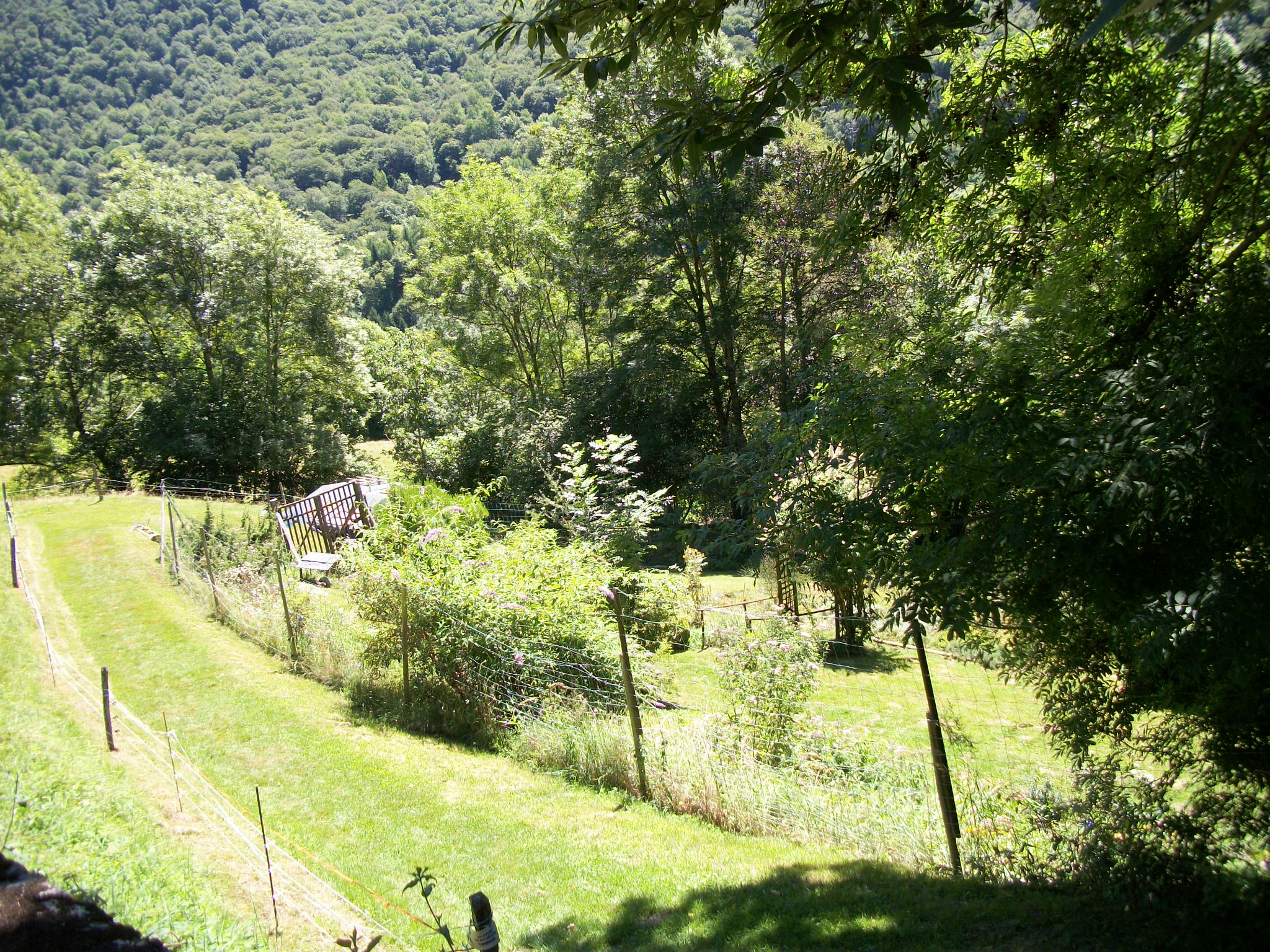
Chemin de l'entrée du Jardin Botanique Pyrénéen de Melles

Ancolie est le nom du jardin botanique qui a vu le jour à Melles dans la Haute-Garonne près de la frontière espagnole.
Il a pour but de promouvoir la flore pyrénéenne et l'incroyable diversité de ces plantes montagneuses.